# Comitán Copalar Airport
Comitán Copalar Airport är en flygplats i Mexiko.   Den ligger i kommunen Comitán Municipality och delstaten Chiapas, i den sydöstra delen av landet, 800 km öster om huvudstaden Mexico City. Comitán Copalar Airport ligger 1 570 meter över havet.
Terrängen runt Comitán Copalar Airport är huvudsakligen platt, men åt sydväst är den kuperad. Runt Comitán Copalar Airport är det ganska tätbefolkat, med 96 invånare per kvadratkilometer. Närmaste större samhälle är Las Margaritas, 16,8 km norr om Comitán Copalar Airport. I omgivningarna runt Comitán Copalar Airport växer huvudsakligen savannskog.